# Siège de Mazagan (1769)
[style à revoir]
Maroc portugais
Le Siège de Mazagan de 1769 fut le dernier engagement entre les Marocains et les Portugais à Mazagan (El Jadida). L'armée marocaine sous le sultan Mohammed ben Abdallah a été victorieuse et les Portugais ont évacué leur dernière garnison au Maroc, mettant fin à leurs conflits ayant débuté avec la prise de Ceuta 354 ans auparavant.

## Contexte
L'existence portugaise à Mazagan a commencé en 1514 lorsqu'ils ont construit une citadelle en été. En 1562, les Marocains dirigés par les sultans Saadiens tentèrent sans succès sous le commandement de Mohammed al-Mutawakkil d'assiéger les Portugais présents dans cette ville. La garnison portugaise à Mazagan en 1769 était de 592 hommes, 472 fantassins, 99 cavaliers et 21 artilleurs.

## Siège

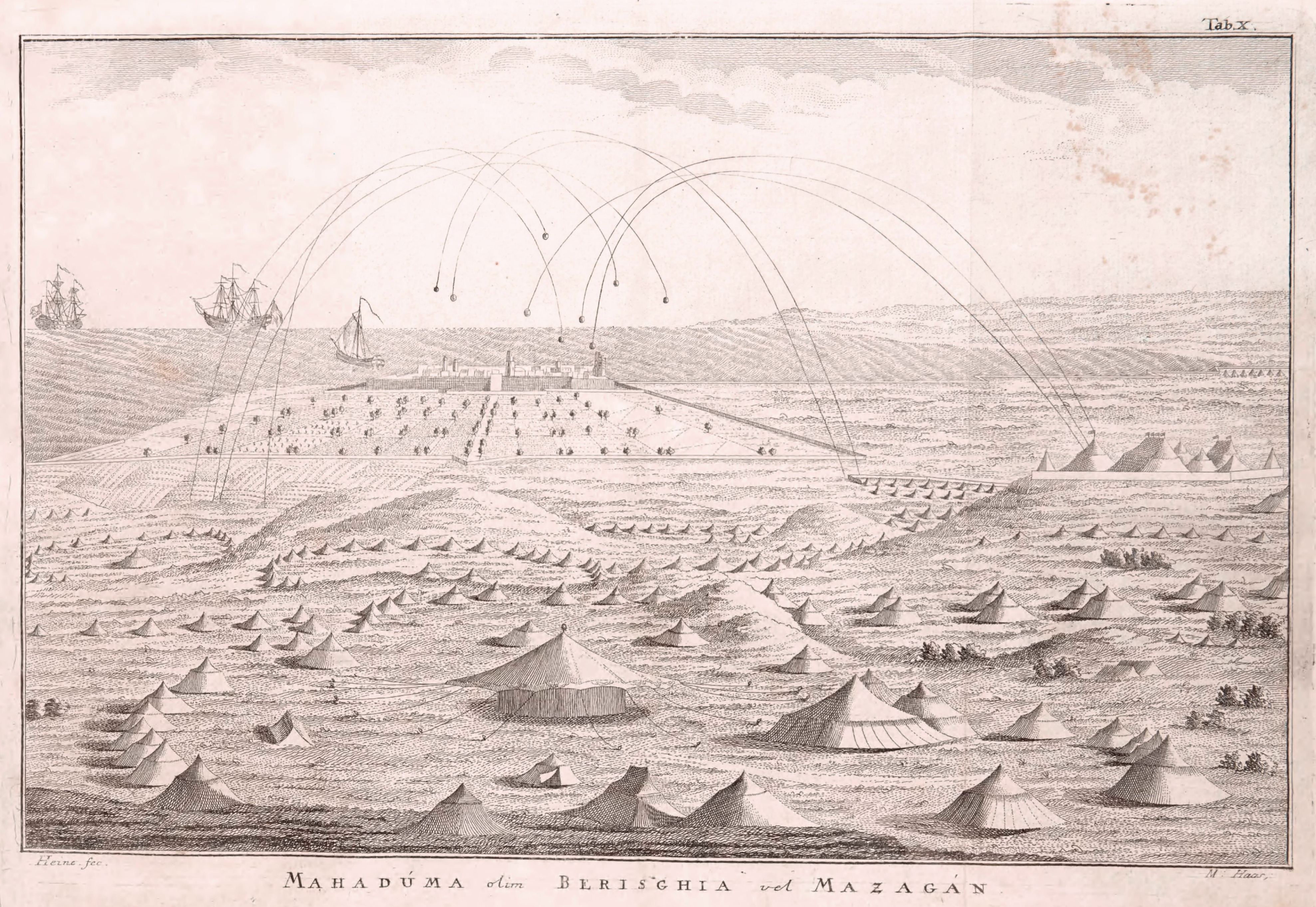
Gravure par Peter Haas représentant le siège de Mazagan, incluse dans le livre Efterretninger om Marokos og Fes par Georg Hjersing Høst, 1779.

Au début de 1769, le sultan Alaouite Mohammed ben Abdallah, refusant de reconnaître la possession portugaise de Mazagan, a préparé une grande armée de 70 000 hommes. Arrivant à Mazagan au cours du mois de Ramadan, 35 canons ont été acheminés et ont bombardé la ville de 2 000 boulets infligeant des pertes aux Portugais et endommageant la ville. Alors que le siège se prolongeait, la garnison envoya une lettre au Roi Joseph Ier de Portugal demandant de l'aide. Le roi portugais leur ordonna d'évacuer la colonie en emmenant tout le monde avec leurs familles. Lorsque les habitants furent informés, ils refusèrent d'abandonner leur ville arguant que leurs ancêtres se sont sacrifiés pour la garder. Plus tard, les habitants se sont conformés à l'ordre et ont envoyé au sultan marocain une demande de cessez-le-feu leur donnant 3 jours pour évacuer la ville. Le sultan Mohammed III a accepté à condition qu'ils laissent tout derrière eux.
Le 1er février, un escadron, sous le commandement du capitaine Bernardo Ramires Esquível, appareilla de Lisbonne pour évacuer la population de Mazagan. L'escadron était composé du navire de ligne de 54 canons Nossa Senhora de Belém commandé par Esquível, il s'agissait du vaisseau amiral de l'expédition ; les frégates Nossa Senhora da Nazaré et Nossa Senhora da Guia ; les navires Nossa Senhora das Mercês et Santa Ana e São Joaquim, ainsi que cinq yachts.
Pendant les trois jours, les Portugais ont brûlé les meubles et la literie, tué le bétail, et cassé les ustensiles et les outils. Les Portugais n'ont donc pas respecté l'accord, ils ont enterré la poudre à canon et miné les bastions, avec environ 40 barils de poudre à canon dans chaque bastion. L'embarquement de la population s'est terminé le 11 mars et le dernier évacué était le gouverneur de Mazagan, Dinis Gregório . Ils ont laissé un homme appelé Pedro; on dit qu'il a allumé la poudre à canon lorsque les Marocains sont entrés, tuant 5 000 Marocains dans l'explosion,. Pour cette raison, la ville est restée inhabitée pendant près d'un demi-siècle et s'appelait El-Mahdouma (« La Ruinée »).

## Conséquences
L'escadron est arrivé à Lisbonne entre le 21 et le 24 mars, les évacués ont été pris en charge aux frais de la famille royale avec dîner et souper, mais ont été logés dans des conditions misérables. Plus de trois cents sont morts dans les hôpitaux . Les survivants se sont ensuite rendus au Brésil, où ils ont fondé une nouvelle colonie en 1773 appelée Vila Nova de Mazagão à l'intérieur de l'État actuel de l'Amapá, anciennement région de Grão-Pará et Rio Negro .
Le sultan Abderrahmane ben Hicham a ordonné la construction d'une mosquée et les parties détruites de l'ancienne ville portugaise ont été reconstruites sous son règne au début du XIXe siècle. En 1820, le nom de Mazagan est banni, et la ville s'appelle désormais El-Jadida (« La Nouvelle »),.